# Robert Ramsak
Robert Ramsak (Alemania, 28 de octubre de 2006) es un futbolista alemán que juega como delantero en el Bayern de Múnich II de la Regionalliga Bayern.

## Estadísticas

### Clubes
Actualizado al último partido disputado el 17 de mayo de 2023.
| Club                           | Div.          | Temporada     | Liga  | Liga  | Liga   | Copas nacionales | Copas nacionales | Copas nacionales | Copas internacionales | Copas internacionales | Copas internacionales | Total | Total | Total  |
| Club                           | Div.          | Temporada     | Part. | Goles | Asist. | Part.            | Goles            | Asist.           | Part.                 | Goles                 | Asist.                | Part. | Goles | Asist. |
| ------------------------------ | ------------- | ------------- | ----- | ----- | ------ | ---------------- | ---------------- | ---------------- | --------------------- | --------------------- | --------------------- | ----- | ----- | ------ |
| Bayern de Múnich II · Alemania | 4.ª           | 2023-24       | 0     | 0     | 0      | ―                | ―                | ―                | ―                     | ―                     | ―                     | 0     | 0     | 0      |
| Bayern de Múnich II · Alemania | Total club    | Total club    | 0     | 0     | 0      | 0                | 0                | 0                | 0                     | 0                     | 0                     | 0     | 0     | 0      |
| Total carrera                  | Total carrera | Total carrera | 0     | 0     | 0      | 0                | 0                | 0                | 0                     | 0                     | 0                     | 0     | 0     | 0      |

## Palmarés

### Títulos internacionales
| Título                        | Selección                    | Sede      | Año  |
| ----------------------------- | ---------------------------- | --------- | ---- |
| Eurocopa Sub-17               | Selección de Alemania Sub-17 | Hungría   | 2023 |
| Copa Mundial de Fútbol Sub-17 | Selección de Alemania Sub-17 | Indonesia | 2023 |